# Wyszonki-Błonie
Wyszonki-Błonie – wieś w Polsce położona w województwie podlaskim, w powiecie wysokomazowieckim, w gminie Klukowo.
Zaścianek szlachecki Błonie należący do okolicy zaściankowej Wyszonki położony był w drugiej połowie XVII wieku w powiecie brańskim ziemi bielskiej województwa podlaskiego. W latach 1975–1998 miejscowość administracyjnie należała do województwa łomżyńskiego.
Wierni kościoła rzymskokatolickiego należą do parafii Narodzenia NMP w Wyszonkach Kościelnych.

## Historia wioski
Wieś zasiedlona prawdopodobnie w XVII lub XVIII w. Zamieszkiwana przez Wyszyńskich herbu Grabie, Pierzchała i innych.
Na początku XIX wieku wieś gminna. W roku 1821 wójtem był Antoni Wyszyński.  W roku 1827 Wyszonki-Błonie liczyły 15 domów i 103 mieszkańców.
W 1891 naliczono tu 22 gospodarstwa drobnoszlacheckie o całkowitej powierzchni 208 ha. W 1921 we wsi znajdowało się 39 domów z 281 mieszkańcami, w tym 5 prawosławnych.
Dnia 21 lipca 1925 r. gospodarze: Józef Tymiński, Stanisław Ziółkowski, Heronim Niemyjski oraz 14 innych złożyli wniosek o wdrożenie postępowania scaleniowego w Wyszonkach-Błoniach, części majątku Wyszonki-Wojciechy i części wsi Wyszonki-Nagórki. 22 kwietnia 1927 r. Okręgowy Urząd Ziemski w Białymstoku podał do publicznej wiadomości sentencję orzeczenia wydanego przez Okręgową Komisję Ziemską, która wniosek zatwierdziła.